# Club de Básquetbol Abejas de Guanajuato
Gli Abejas de Guanajuato sono una società cestistica avente sede a Guanajuato, in Messico. Fondata nel 2009, gioca nel campionato messicano.
Disputa le partite interne nel Gimnasio La Colmena.